# Metrosideros parkinsonii
Metrosideros parkinsonii är en myrtenväxtart som beskrevs av John Buchanan. Metrosideros parkinsonii ingår i släktet Metrosideros och familjen myrtenväxter. Inga underarter finns listade i Catalogue of Life.